# Charles Thays
Jules Charles Thays était un architecte paysagiste né à Paris le 20 août 1849, mort à Buenos Aires le 31 janvier 1934. Il a été l'élève de l'architecte paysagiste Édouard André. Arrivé en Argentine en 1889 et devenu Argentin sous le nom de Carlos Thays, il a réalisé dans ce pays un grand nombre de jardins et de parcs.

## Biographie

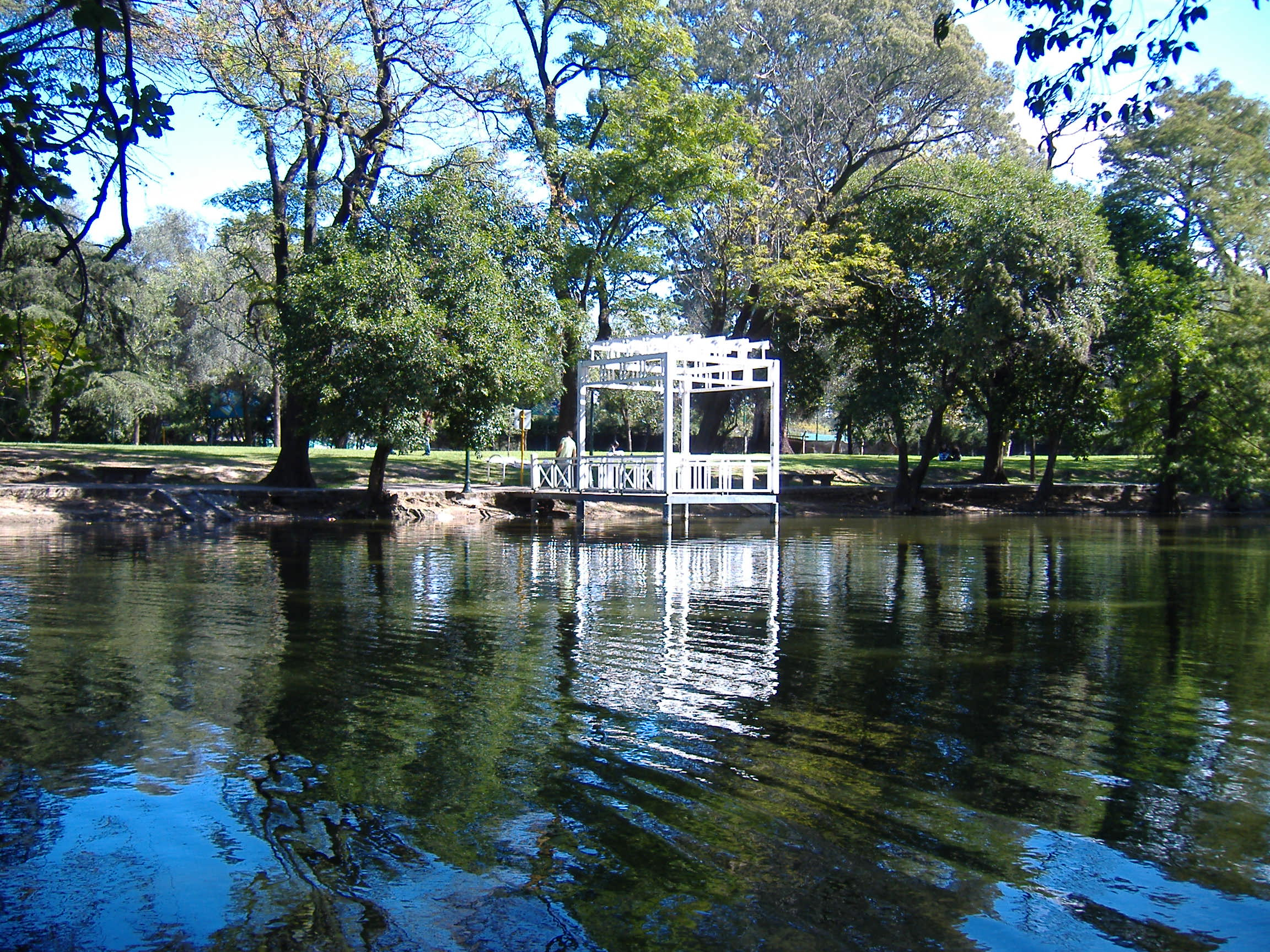
La parc Sarmiento à Cordoba.

Charles Thays est l'élève et le disciple du jardinier et architecte paysagiste Édouard André. En 1889, il arrive en Argentine. Il a été recommandé par lui à Adolphe Alphand, directeur des travaux de Paris, qui lui confie un contrat d'un an pour la conception et l'exécution du parc Sarmiento de la ville de Cordoba, à la demande de l'entrepreneur Miguel Crisol. C'est sa première réalisation en Argentine.
Il fait la connaissance et se marie l'année suivante avec Cora Venturino, dont la famille est d'origine uruguayenne. 
En 1891 meurent Adolphe Alphand et le baron Haussmann qui ont été à l'origine de la transformation de Paris au XIXe siècle.
Il décide de rester en Argentine et s'installe à Buenos Aires. Il prend la nationalité argentine, participe à la création du Club Francés de Buenos Aires. Il est nommé directeur des parcs de la ville en 1891. Cette fonction lui a permis de concevoir un grand nombre d'aménagements de la ville, plantations d'arbres le long des rues, modification ou réalisation de places, conceptions de nouveaux parcs et agrandissement des anciens. Ces réalisations comprennent, à Buenos Aires les parcs Centenario (es), Lezama, Patricios (es), Barrancas de Belgrano (es) et les places Constitución, Congreso, Francia et Mayo. La formation française de Charles Thays se retrouve dans beaucoup de ses conceptions, au point que les parcs de Buenos Aires et les places sont souvent comparés à des modèles similaires à Paris.
Son projet le plus important a été le parc Tres de Febrero d'une surface de plusieurs kilomètres carrés.
Son projet favori a été le parc botanique de Buenos Aires. Il a été terminé en 1898 et a pris le nom de Jardín Botánico Carlos Thays de la Ciudad Autónoma de Buenos Aires. Une serre a d'abord été construite pour l'Exposition universelle de 1889, à Paris, avant d'être démontée et remontée dans le jardin botanique.
Il a réalisé 69 places et parcs publics à Buenos Aires. Dans les différentes provinces de l'Argentine, il en a exécuté 16, dont le parc 9 de Julio à San Miguel de Tucumán, le parc de la Independencia à Rosario, le parc San Martin de Mendoza. Charles Thays a également travaillé pour le luxueux Hôtel du Club de la Ventana, près de la Sierra de la Ventana, dans la province de Buenos Aires . 
Il a travaillé hors d'Argentine, à Montevideo, en Uruguay, sur le plan d'urbanisme du quartier résidentiel de Carrasco, pour le parc Rodó et la conception de la Place de l'Indépendance.
Charles Thays a formé des disciples. Il a étudié et utilisé la flore locale dans les parcs qu'il a conçus. Il a expérimenté la culture du maté. Il a aussi été visionnaire quant au développement des parcs nationaux, comme aux chutes d'Iguazú pour lesquelles il a travaillé sur le projet de parc national.